# Ambrus Balogh
Ambrus Balogh (ur. 12 sierpnia 1915 w Csengerújfalu, zm. 6 lipca 1978 w Budapeszcie) – węgierski strzelec sportowy, brązowy medalista olimpijski z Helsinek.
Brał udział w trzech igrzyskach olimpijskich (IO 48, IO 52, IO 60), medal w 1952 zdobył w konkurencji pistoletu dowolnego na dystansie 50 metrów. W tej konkurencji był indywidualnie trzeci na mistrzostwach świata w 1939.